# 小慈姑
小慈姑（学名：Sagittaria potamogetifolia）为泽泻科慈姑属的植物，是中国的特有植物。分布在中国大陆的江西、广西、海南、广东、浙江、安徽、福建等地，多生长于沼泽、水田及溪沟浅水，目前尚未由人工引种栽培。